# Kostel, Slovenia
Kostel este o localitate din comuna Kostel, Slovenia, cu o populație de 10 locuitori.